# Liste der Monuments historiques in Osne-le-Val
Die Liste der Monuments historiques in Osne-le-Val führt die Monuments historiques in der französischen Gemeinde Osne-le-Val auf.

## Liste der Immobilien
| Bezeichnung            | Beschreibung | Standort             | Kennzeichnung | Schutzstatus | Datum | Bild           |
| ---------------------- | --- | -------------------- | ------------- | ------------ | ----- | -------------- |
| Fonderie du Val d’Osne | Gießerei, 1834/35 eröffnet, Betrieb 1986 eingestellt, 2011 teilweise abgebrochen; mit Resten der Arbeitersiedlung | Le Val d’Osne (Lage) | PA00125386    | Inscrit      | 1993  | weitere Bilder |